# Upeneus pori
Upeneus pori is een straalvinnige vissensoort uit de familie van zeebarbelen (Mullidae). De wetenschappelijke naam van de soort is voor het eerst geldig gepubliceerd in 1989 door Ben-Tuvia & Golani.